# Riqueuria avenia
Riqueuria avenia är en måreväxtart som beskrevs av Hipólito Ruiz López och Pav.. Riqueuria avenia ingår i släktet Riqueuria och familjen måreväxter. Inga underarter finns listade i Catalogue of Life.